# Nuxis
Nuxis (en sard, Nuxis) és un municipi italià, dins de la província de Sardenya del Sud. L'any 2007 tenia 1.703 habitants. Es troba a la regió de Sulcis-Iglesiente. Limita amb el municipi d'Assemini (CA), Narcao, Santadi, Siliqua (CA), Villaperuccio.

## Administració
| Període | Identitat      | Partit        |
| ------- | -------------- | ------------- |
| 2005-   | Roberto Lallai | Llista Cívica |